# ريجي سيمونز
ريجي سيمونز (بالهولندية: Regillio Simons)‏ (مواليد 28 يونيو 1973)، هو لاعب كرة قدم سابق كان يلعب كمهاجم.

## وصلات خارجية
- ريجي سيمونز على موقع رابطة كرة القدم اليابانية للمحترفين (اليابانية)
- ريجي سيمونز على موقع قاعدة بيانات كرة القدم.إي يو (الإنجليزية)
- ريجي سيمونز على موقع عالم كرة القدم.نت (الإنجليزية)